# Final Surface
Final Surface ist eine 3D-Software zur Erfassung, Visualisierung, Bearbeitung und Analyse von 3D-Messdaten in Form von Punktwolken und Dreiecksnetzen.
Die Software findet bisher hauptsächlich ihren Einsatz in der industriellen Produktion, dem Maschinenbau, der Medizintechnik, der Dentaltechnik, beim Rapid Prototyping, der Restaurierung und den Anwendungen in der Architektur. Sie unterstützt Laserscanning-Daten. Sie wird entwickelt und herausgegeben von der Gesellschaft zur Förderung angewandter Informatik e.V. (GFaI) mit Sitz in Berlin.

## Funktionen

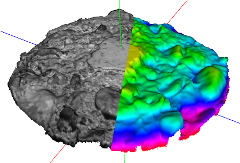
Falschfarbencodierter Datensatz einer Beton-Oberfläche, erstellt in Final Surface

Es gibt standardmäßig Zusatzmodule ("plugins") für die folgenden Funktionalitäten:
- 3D-Laserscanning mit Terrestrischen Laserscannern der Hersteller Z+F und Faro
- 3D-Scanning mit aktivem Stereoverfahren und Graycode-/Phasenschiebeverfahren (ScanMobile)
- Analysieren/Einfärben der Oberflächenkrümmung (Analyze Curvature)
- Analysieren/Einfärben von Abständen zwischen 2 Objekten (Analyze Distances)
- Schließen von Löchern in Dreiecksnetzen (Mesh Healing)
- Import/Export von Laserscan-Dateiformaten (Laserscan File Formats)
- Referenzieren/Registrieren mehrerer Datensätze (Matching)
- Punktwolken-Filterung (Point Filtering)
- Ausdünnen von Dreiecksnetzen (Mesh Reducing)
- Verfeinern von Dreiecksnetzen (Mesh Refining)
- Generierung homogener Dreiecksgrößen (Mesh Resampling)
- Glätten von Dreiecksnetzen (Mesh Smoothing)
- Bearbeitung topologischer Netzbereiche (Submeshes)
- Dreiecksnetzgenerierung/Oberflächenherstellung (Triangulation)

## Entstehung
Die zugrundeliegenden Algorithmen werden in der GFaI seit 1990 entwickelt und seit 2001 mit Hilfe der Benutzeroberfläche (GUI) Final Surface nutzbar gemacht. Anfangs wurde die Software hauptsächlich in der Forschung (3D-Erfassung und 3D-Datenverarbeitung) verwendet und kontinuierlich weiterentwickelt. So wurde z. B. ab 2007 die Oberfläche modularisiert.